# 편송경
편송경(2001년 ~ )은 조선민주주의인민공화국의 탁구 선수이다. 2018년 자카르타-팔렘방 아시안 게임에서 차효심, 김남해, 최현화, 김송이와 함께 탁구 여자 단체전 은메달을 획득하였다.